# Братья Макмаллен
«Братья Макмаллен» (англ. The Brothers McMullen) — кинофильм.

## Сюжет
Фильм повествует о трёх братьях-ирландцах, которые вынуждены временно жить в доме старшего брата Джека. Вначале Джек верен своей жене, но по непонятным причинам не хочет заводить детей. Через какое-то время он изменяет жене с её подругой, и хотя и испытывает угрызения совести, являясь католиком, но не может не поддаться соблазну.
Средний брат, Пэтрик, поругался со своей девушкой, побоявшись ответственности за серьёзные отношения, а теперь жалеет об этом. Младший брат, Финбар «Бэрри», пытается дать ему какой-нибудь совет. Сам Бэрри тоже ищет любви — когда он искал квартиру для съёма, то познакомился с красивой девушкой, которая перехватила у него дешёвую квартиру.

## В ролях
| Актёр             | Роль                     |
| ----------------- | ------------------------ |
| Джек Малкэхи      | Джек МакМаллен           |
| Майкл МакГлоун    | Патрик МакМаллен         |
| Эдвард Бёрнс      | Барри / Финбар МакМаллен |
| Конни Бриттон     | Молли МакМаллен          |
| Дженнифер Джостин | Лесли                    |
| Максин Банс       | Одри                     |
| Элизабет МакКэй   | Энн                      |
| Шари Элберт       | Сьюзен                   |

## Съёмочная группа
- Автор сценария: Эдвард Бёрнс
- Режиссёр: Эдвард Бёрнс
- Оператор: Дик Фишер
- Монтаж: Дик Фишер
- Композитор: Шимус Игэн
- Продюсеры: Дик Фишер и Эдвард Бёрнс